# Britt-Yngves
Britt-Yngves är en svensk TV-serie i fem delar från 1999 i regi av Lars-Göran Pettersson. I rollerna ses bland andra Meta Roos, Peter Flack och Pierre Lindstedt.

## Handling
Avsnitt 1
Yngve och Britt är en duo som underhåller på bröllop och 50-årsfester. På en av spelningarna träffar de rockbasisten Fixarn och tanken på att bilda ett dansband föds.
Avsnitt 2
Bandet har en egen hit på gång, även om Yngve visserligen stulit texten från en av kunderna på begravningsbyrån där han arbetar. Yngves bror Nutte har tillkommit på trummor och trivs i sin nya roll. Även sångaren Susanna är ny i bandet. Det är dags för en Norrlandsturné.
Avsnitt 3
Norrlandsturnén blir lyckad och bandet har nu etablerat sig och hamnar på kvällstidningarnas förstasidor. Bandet har blivit kändisar och bokningstelefonen ringer. Det är dags att spela in en julvideo.
Avsnitt 4
Sven-Arne har tillkommit i bandet som en "glassad latino" för att tända den kvinnliga publiken. Han tar dock för stor plats och stjäl plats och ljus från de andra i bandet, i synnerhet Britt. Lokal-TV hör av sig och förklarar att de vill spela en dokumentär om bandet.
Avsnitt 5
Britt-Yngves har släppt en CD och tar sig in på Svensktoppens andra plats. Bandet är på väg upp i dansbandens elitserie, men Yngve hänger inte riktigt med.

## Rollista
- Meta Roos – Britt, dragspel
- Peter Flack – Yngve, synt
- Pierre Lindstedt – Nutte, trummor
- Thomas Oredsson – Fixarn, bas
- Marie Kühler – Susanna, sax
- Peter Gröning – Sven Arne, sång

## Om serien
Britt-Yngves spelades in efter ett manus av Flack och sändes mellan den 12 januari och 14 februari 1999 i SVT2.

## Musik
Serien innehöll för ändamålet nyskriven dansbandsmusik av Stephan Berg, Monika Forsberg och Hasse Andersson. 1998 utgavs musiken på CD under namnet Britt Yngves bästa på skivbolaget Independent. Låten "Det känns så skönt" testades på Svensktoppen den 20 februari 1999, men tog sig aldrig in på listan. Låten släpptes även som promotionssingel utan B-sida.
1. "Den bruna lilla stugan" (Monika Forsberg, Hasse Andersson)
2. "Det känns så skönt (Stephan Berg, Peter Flack)
3. "O sole mio" (Eduardo di Capua, Flack)
4. "Chansen finns" (originaltitel "Chances Are", Robert Allen, Flack, Åke Strömmer)
5. "Drömmar" (Berg, Lars-Göran Pettersson)
6. "Tack för alla ljusen" (Berg, Flack)
7. "Här kommer jag" (originaltitel "Say Hello", Dick Behrke, Sammy Cahn, Flack)
8. "Tillsammans varje jul" (Forsberg, Andersson)
9. "När du har gått" (originaltitel "After You've Gone" (Henry Creamer, Turner Layton, Flack)
10. "Som en tiger" (originaltitel "Tiger Rag (Hold That Tiger)" (Nick LaRocca, Flack, Strömmer)
11. "Den bruna lilla stugan" (finlandsbåt-mix) (Forsberg, Andersson)
12. "O sole mio" (instrumental) (di Capua)